# Чемпионат мира по спортивной акробатике 1988
8-й чемпионат мира по спортивной акробатике прошёл в Антверпене (Бельгия) в 1988 году.

## Мужская акробатика

### Многоборье
| Ранг | Команда       | Страна | Очки  |
| ---- | ------------- | ------ | ----- |
| 1    | Тао Фен       | Китай  | 29,59 |
| 2    | Сергей Погиба | СССР   | 29,53 |
| 3    | Стив Элиот    | США    | 29,40 |

### Первое упражнение
| Ранг | Команда           | Страна   | Очки  |
| ---- | ----------------- | -------- | ----- |
| 1    | Тао Фен           | Китай    | 19,73 |
| 2    | Йордан Цинцарский | Болгария | 19,66 |
| 3    | Стив Элиот        | США      | 19,60 |

### Второе упражнение
| Ранг | Команда       | Страна | Очки  |
| ---- | ------------- | ------ | ----- |
| 1    | Тао Фен       | Китай  | 19,73 |
| 2    | Стив Элиот    | США    | 19,66 |
| 3    | Сергей Погиба | СССР   | 19,60 |

## Группы мужские

### Многоборье
| Ранг | Команда                                                            | Страна   | Очки  |
| ---- | ------------------------------------------------------------------ | -------- | ----- |
| 1    | Виктор Куралесов, Виктор Быстров, Владимир Симонов, Капиз Измайлов | СССР     | 29,56 |
| 1    | Чжоу Цзайцзюнь, Чжао Цзе, Ду Бяо, Чжоу Чуаньбяо                    | Китай    | 29,56 |
| 3    | Федор Цветков, Иван Панайотов, Станимир Сотиров, Милен Тренков     | Болгария | 29,29 |

### Баланс
| Ранг | Команда                                                            | Страна | Очки  |
| ---- | ------------------------------------------------------------------ | ------ | ----- |
| 1    | Чжоу Цзайцзюнь, Чжао Цзе, Ду Бяо, Чжоу Чуаньбяо                    | Китай  | 19,73 |
| 2    | Виктор Куралесов, Виктор Быстров, Владимир Симонов, Капиз Измайлов | СССР   | 19,60 |
| 3    | Лутц Хилькер, Славек Халада, Петер Шмидт, Штефан Хоффман           | ФРГ    | 19,23 |

### Темп
| Ранг | Команда                                                            | Страна | Очки  |
| ---- | ------------------------------------------------------------------ | ------ | ----- |
| 1    | Виктор Куралесов, Виктор Быстров, Владимир Симонов, Капиз Измайлов | СССР   | 19,80 |
| 2    | Петр Новак, Гжегош Гудзвонь, Гжегош Белец, Кшиштоф Брудни          | Польша | 19,76 |
| 3    | Чжоу Цзайцзюнь, Чжао Цзе, Ду Бяо, Чжоу Чуаньбяо                    | Китай  | 18,82 |

## Мужские пары

### Многоборье
| Ранг | Команда                           | Страна   | Очки  |
| ---- | --------------------------------- | -------- | ----- |
| 1    | Сергей Чижевский, Валерий Ляпунов | СССР     | 29,76 |
| 2    | Чэнь Юнь, Чэнь Бяохуан            | Китай    | 29,70 |
| 3    | Румен Лачков, Неделко Неделчев    | Болгария | 29,46 |

### Баланс
| Ранг | Команда                           | Страна   | Очки  |
| ---- | --------------------------------- | -------- | ----- |
| 1    | Сергей Чижевский, Валерий Ляпунов | СССР     | 19,83 |
| 1    | Чэнь Юнь, Чэнь Бяохуан            | Китай    | 19,83 |
| 3    | Румен Лачков, Неделко Неделчев    | Болгария | 19,76 |

### Темп
| Ранг | Команда                             | Страна | Очки  |
| ---- | ----------------------------------- | ------ | ----- |
| 1    | Чэнь Юнь, Чэнь Бяохуан              | Китай  | 19,80 |
| 2    | Роберт Вультанский, Мариуш Полански | Польша | 19,32 |
| 3    | Роберт Ильч, Александр Грассманн    | ФРГ    | 19,02 |

## Смешанные пары

### Многоборье
| Ранг | Команда                                | Страна   | Очки  |
| ---- | -------------------------------------- | -------- | ----- |
| 1    | Миглена Бачева, Светлозар Желясков     | Болгария | 29,70 |
| 1    | Светлана Махаличева, Евгений Махаличев | СССР     | 29,70 |
| 3    | Лу Цзя, Ки Лицзюнь                     | Китай    | 29,56 |

### Баланс
| Ранг | Команда                                | Страна   | Очки  |
| ---- | -------------------------------------- | -------- | ----- |
| 1    | Миглена Бачева, Светлозар Желясков     | Болгария | 19,80 |
| 1    | Светлана Махаличева, Евгений Махаличев | СССР     | 19,80 |
| 3    | Лу Цзя, Ки Лицзюнь                     | Китай    | 19,70 |

### Темп
| Ранг | Команда                                | Страна   | Очки  |
| ---- | -------------------------------------- | -------- | ----- |
| 1    | Миглена Бачева, Светлозар Желясков     | Болгария | 19,80 |
| 1    | Светлана Махаличева, Евгений Махаличев | СССР     | 19,80 |
| 3    | Лу Цзя, Ки Лицзюнь                     | Китай    | 19,76 |

## Женские группы

### Многоборье
| Ранг | Команда                                                  | Страна   | Очки  |
| ---- | -------------------------------------------------------- | -------- | ----- |
| 1    | Бояна Ангелова, Стефка Баракова, Аргира Кырджалиева      | Болгария | 29,70 |
| 1    | Наталья Анисимова, Инга Гиоргибиани, Светлана Макарычева | СССР     | 29,70 |
| 3    | Гу Вань Сюань, Ма Лицюнь, Ли Цзин                        | Китай    | 29,49 |

### Баланс
| Ранг | Команда                                                  | Страна   | Очки  |
| ---- | -------------------------------------------------------- | -------- | ----- |
| 1    | Бояна Ангелова, Стефка Баракова, Аргира Кырджалиева      | Болгария | 19,80 |
| 1    | Наталья Анисимова, Инга Гиоргибиани, Светлана Макарычева | СССР     | 19,80 |
| 3    | Гу Вань Сюань, Ма Лицюнь, Ли Цзин                        | Китай    | 19,73 |

### Темп
| Ранг | Команда                                                  | Страна   | Точка |
| ---- | -------------------------------------------------------- | -------- | ----- |
| 1    | Бояна Ангелова, Стефка Баракова, Аргира Кырджалиева      | Болгария | 19,80 |
| 1    | Наталья Анисимова, Инга Гиоргибиани, Светлана Макарычева | СССР     | 19,80 |
| 3    | Гу Вань Сюань, Ма Лицюнь, Ли Цзин                        | Китай    | 19,63 |

## Женские пары

### Многоборье
| Ранг | Команда                        | Страна         | Очки  |
| ---- | ------------------------------ | -------------- | ----- |
| 1    | Милена Дашева, Николина Колева | Болгария       | 29,73 |
| 2    | Ван Ли, Чжан Сюрон             | Китай          | 29,36 |
| 3    | Элисон Тоут, Эмма Карлайл      | Великобритания | 28,76 |

### Баланс
| Ранг | Команда                         | Страна   | Очки  |
| ---- | ------------------------------- | -------- | ----- |
| 1    | Милена Дашева, Николина Колева  | Болгария | 19,83 |
| 2    | Марина Ткаченко, Елена Кандзюба | СССР     | 19,60 |
| 3    | Ван Ли, Чжан Сюрон              | Китай    | 19,53 |

### Темп
| Ранг | Команда                         | Страна   | Очки  |
| ---- | ------------------------------- | -------- | ----- |
| 1    | Милена Дашева, Николина Колева  | Болгария | 19,86 |
| 2    | Ван Ли, Чжан Сюрон              | Китай    | 19,66 |
| 3    | Марина Ткаченко, Елена Кандзюба | СССР     | 19,63 |

## Женская акробатика

### Многоборье
| Ранг | Гимнаст           | Страна         | Очки  |
| ---- | ----------------- | -------------- | ----- |
| 1    | Мария Димова      | Болгария       | 29,29 |
| 2    | Яо Чжихуа         | Китай          | 29,26 |
| 3    | Филиппа Мьюзикент | Великобритания | 28,89 |

### Straight
| Ранг | Гимнаст         | Страна   | Очки  |
| ---- | --------------- | -------- | ----- |
| 1    | Мария Димова    | Болгария | 19,56 |
| 2    | Людмила Громова | СССР     | 19,50 |
| 3    | Яо Чжихуа       | Китай    | 19,42 |

### Вращения
| Ранг | Гимнаст      | Страна   | Очки  |
| ---- | ------------ | -------- | ----- |
| 1    | Яо Чжихуа    | Китай    | 19,60 |
| 1    | Пенка Ненова | Болгария | 19,60 |
| 3    | Валерия Киш  | Венгрия  | 19,33 |